# Igor Sergun
Igor Dmitrijevič Sergun (rusky И́горь Дми́триевич Сергу́н; 28. března 1957, Moskva – 3. ledna 2016) byl ruský generálplukovník, který v letech 2011 až 2016 sloužil jako náčelník Hlavní správy rozvědky Generálního štábu Ozbrojených sil Ruska (GRU).

## Mládí a studia
Narodil se 28. března 1957 v Godě, v Podolsku, v Moskevské oblasti. V roce 1973 vstoupil do ozbrojených sil Sovětského svazu. Vystudoval Moskevskou suvorovskou vojenskou školu, dále Moskevskou vševojskovou velitelskou vysokou školu. Následovala vojenská služba a studia na Vojensko-diplomatické akademii (absolvoval 1987) a posléze na Vojenské akademii Generálního štábu ozbrojených sil SSSR (absolvoval 1997).

## Kariéra
V roce 1984 nastoupil do GRU, kde pracoval na různých pozicích. Od roku 1998 působil na pozici vojenského atašé v Albánii.
V roce 2011 byl prezidentským nařízením jmenován do čela Hlavní správy rozvědky ruského generálního štábu (GRU). V srpnu 2012 byl povýšen do hodnosti generálporučíka, v únoru 2015 do hodnosti generálplukovníka.
Z pozice náčelníka GRU přesvědčil ruského prezidenta Putina, aby pod tajnou službu GRU byly zařazeny speciální vojenské jednotky – Specnaz, které tradičně byly součástí GRU, a v roce 2014 sehrály klíčovou roli při obsazení ukrajinského Krymu. Čeští novináři Ondřej Kundra a Jaroslav Spurný ho považují za jednoho z architektů alternativní či nelineární války, kterou podle nich Rusko vede proti některým zemím Evropské unie. Kvůli anexi Krymu se ocitl na sankčním seznamu Evropské unie. Podle některých tvrzení se podílel i na plánování ruských operací na Ukrajině. V poslední době se z pozice náčelníka GRU zabýval zejména ruskou vojenskou účastí v Sýrii.
´

## Osobní život
Byl ženatý, s manželkou Taťánou měl dvě dcery: Olgu a Elenu. Hovořil několika cizími jazyky.

## Úmrtí
Zemřel 3. ledna 2016 v rekreačním středisku poblíž Moskvy. Dle informací, které se podařilo získat ruským médiím, zemřel podle pitevní zprávy na akutní srdeční nedostatečnost.

### Spekulace a dohady
Podle informací americké soukromé zpravodajské agentury Stratfor zemřel v Libanonu na Nový rok. Podle těchto spekulací mohlo jít o mocenský boj mezi ruskými zpravodajskými službami GRU a FSB, jejichž spor se vyhrotil zejména při působení obou služeb na východní Ukrajině. Jeho smrt vyvolala řadu spekulací také v souvislosti se smrtí velitele ruského výsadkového vojska VDV Alexandra Šušukina, který zemřel 29. prosince 2015 ve věku 52 let.